# Concerto cho piano tay trái (Ravel)

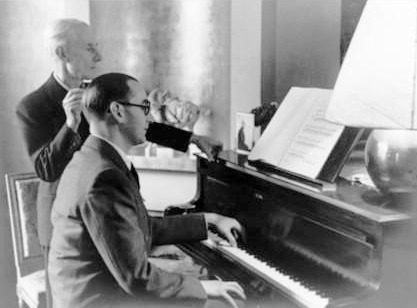
Maurice Ravel cùng Jacques Février chơi bản concerto cho piano dành cho tay trái ở Paris năm 1937

Concerto cho piano tay trái cung Rê trưởng là một tác phẩm âm nhạc được sáng tác bởi Maurice Ravel trong khoảng thời gian từ năm 1929 đến năm 1930 cùng lúc với bản concerto piano cung Son trưởng của ông. Tác phẩm được đặt hàng bởi nghệ sĩ dương cầm người Áo Paul Wittgenstein, người đã mất cánh tay phải trong Thế chiến thứ nhất. Bản concerto được công diễn lần đầu vào ngày 5 tháng 1 năm 1932, trong đó Wittgenstein là nghệ sĩ độc tấu biểu diễn cùng Dàn nhạc giao hưởng Viên.

## Sáng tác và công diễn
Tác phẩm được ủy đặt hàng bởi Paul Wittgenstein, một nghệ sĩ biểu diễn dương cầm. Ông là người bị mất cánh tay phải trong Thế chiến thứ nhất.

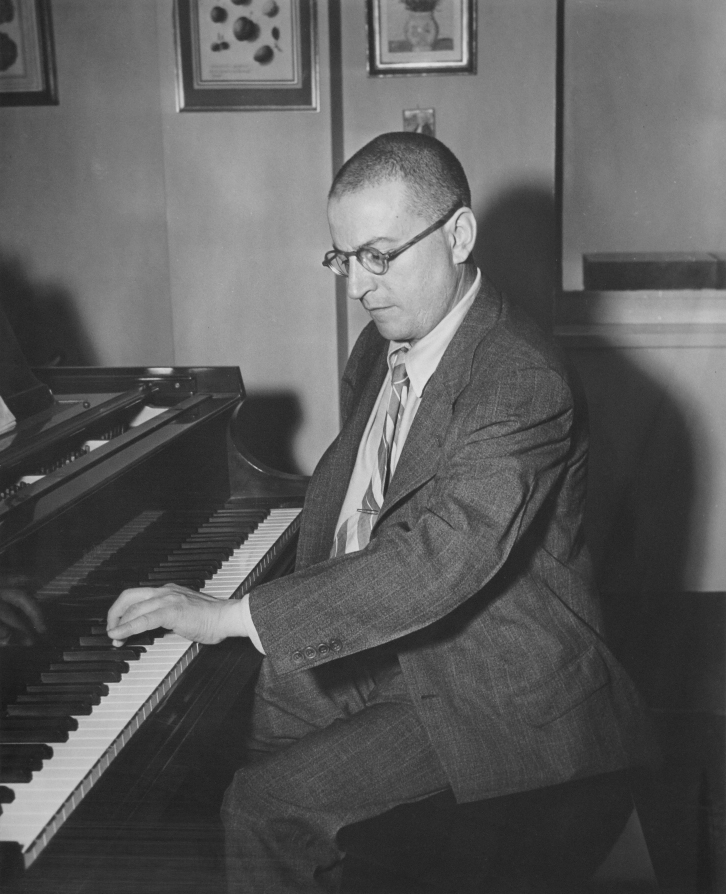
Paul Wittgenstein đang chơi piano

Để chuẩn bị sáng tác, Ravel đã nghiên cứu một số tác phẩm viết cho đàn piano một tay, bao gồm Six Études pour la main gauche (6 khúc luyện tập cho tay trái) (Op. 135) của Camille Saint-Saëns, bản chuyển soạn của Leopold Godowsky cho tay trái từ 2 quyển khúc luyện tập của Frédéric Chopin (Op. 10 và 25), Ecole de la main gauche (tạm dịch là "Trường phái tay trái") của Carl Czerny (Op. 399), 24 études pour la main gauche (Op. 718, 24 khúc luyện tập cho tay trái), Fantaisie cung la giáng trưởng (Op. 76 No. 1) của Charles-Valentin Alkan và Khúc dạo đầu và Nocturne cho tay trái (Op. 9) của Alexander Scriabin.
Wittgenstein đã có buổi công diễn tác phẩm với Robert Heger và Dàn nhạc giao hưởng Viên vào ngày 5 tháng 1 năm 1932. Ravel ban đầu muốn Arturo Toscanini là người chỉ huy tác phẩm nhưng sau đó Toscanini đã từ chối.
Nghệ sĩ piano người Pháp đầu tiên biểu diễn tác phẩm là Jacques Février, cũng do Ravel lựa chọn.

## Cấu trúc
Một tài liệu đã trích dẫn lại lời nói của Ravel rằng bản nhạc chỉ có một chương nhưng một nguồn khác thì cho rằng tác phẩm được chia thành hai chương được liên kết với nhau. Theo Marie-Noëlle Masson, tác phẩm lại có cấu trúc ba phần: chậm–nhanh–chậm, thay vì nhanh–chậm–nhanh thông thường.:41

## Tiếp nhận và di sản
Mặc dù lúc đầu, Wittgenstein không ưa nhịp điệu và hòa âm chịu có chịu ảnh hưởng từ nhạc jazz, nhưng ông dần dần tỏ ra thích thú với bản concerto này. Khi Ravel lần đầu tiên nghe ông chơi bản concerto tại một buổi hòa nhạc riêng ở đại sứ quán Pháp ở Viên, ông thậm chí đã tỏ ra rất tức giận. Sau đó, Wittgenstein đồng ý biểu diễn bản concerto như đã viết, và hai người đàn ông đã dung hoà lại những bất đồng của họ, "nhưng toàn bộ tình tiết đều để lại cục đắng trong miệng của cả đôi bên".
Vào tháng 5 năm 1930, Ravel đã có bất đồng lớn với Arturo Toscanini về nhịp độ chính xác cho Boléro (khi đó Toscanini đã chỉ huy tác phẩm quá nhanh so với ý muốn của Ravel. Ravel đã nói rằng Toscanini hoặc là chỉ huy nó ở tốc độ chậm hơn mà ông làm, hoặc tốt nhất không chỉ huy nữa). Vào tháng 9, Ravel cố gắng hàn gắn mối quan hệ và mời Toscanini chỉ huy buổi công diễn thế giới bản concerto cho piano dành cho tay trái, nhưng nhạc trưởng đã từ chối.
Ngay cả trước khi công diễn, vào năm 1931, Alfred Cortot đã biên soạn lại bản nhạc thành concerto piano hai tay và dàn nhạc;:159 tuy nhiên Ravel không chấp nhận và đã cấm xuất bản hoặc biểu diễn nó. Cortot phớt lờ và biểu diễn phần chuyển soạn của bản thân mình, điều này khiến cho Ravel phải viết tâm thư gửi đến nhiều nhạc trưởng để cầu xin đừng mời Cortot chơi bản concerto cho hai tay. Sau khi Ravel qua đời vào năm 1937, Cortot tiếp tục biểu diễn bản chuyển soạn và thậm chí còn thu âm với Charles Munch chỉ huy Dàn nhạc Nhạc viện Paris. Roger Muraro cũng đã chơi bản nhạc này trong Cuộc thi Tchaikovsky Quốc tế năm 1986. Tác phẩm giúp anh giành được vị trí thứ tư trong cuộc thi piano.